# Воздушная война
Воздушная война — ведение воюющими сторонами военных действий в воздушном пространстве с помощью любых летательных аппаратов. Воздушная война включает как воздушную разведку, так и применение летательных аппаратов для нанесения ударов по противнику.

## Воздушная разведка
Впервые летательные аппараты были применены в военных действиях в Древнем Китае: для проведения разведки использовался воздушный змей, который поднимал в воздух человека. По мере развития воздухоплавания и авиации разведка всегда оставалась одной из её основных функций: и аэростаты, и самолёты первоначально применялись для наблюдения за противником, и только впоследствии на них могло устанавливаться вооружение. Первое применение летательного аппарата в европейских войнах зафиксировано в битве при Флерюсе (1794 году), когда привязной аэростат L’entreprenant был использован для организации наблюдательного пункта.

## Воздушная бомбардировка Венеции в 1849 году
Первым в истории задокументированным применением летательных аппаратов (беспилотных аэростатов) для нанесения удара по противнику была бомбардировка австрийскими войсками осажденной Венеции во время революции 1848—1849 года. Эффективность бомбардировки была незначительна и она осталась почти незамеченной в мире.

## Итало-турецкая война
23 октября 1911 капитан Пиаца на своём Блерио XI совершил первый разведывательный полёт. Эта дата считается первым в мировой истории применением авиации в военных целях. 1 ноября 1911 младший лейтенант Гавоти совершил первую воздушную бомбардировку, сбросив 4 ручные гранаты со своего самолёта. Это было и первое боевое применение самолёта. 24 января 1912 капитан Пиаца осуществил первое воздушное фотографирование. 4 марта 1912 младший лейтенант Гавоти провёл первый ночной разведывательный полёт и первую ночную бомбардировку.

## Первая Балканская война
16 октября 1912 поручики болгарской боевой авиации Радул Милков и Продан Таракчиев совершили первый боевой полёт на Балканах, в котором провели разведку и бросили несколько ручных гранат. В этом днём военный воздушный шар «София-1» обеспечил первое в истории взаимодействие воздухоплавательных и авиационных средств. 17 октября 1912 поручик Христо Топракчиев и русский лётчик Тимофей Ефимов на самолетах Блерио XI в первый раз сбросили листовки на позиции противника. Итальянский пилот-доброволец Джовани Сабели и болгарский наблюдатель В. Златаров совершили первую воздушную бомбардировку на Балканах. 30 октября 1912 на самолёте, который пилотировал подпоручик Ст. Калинов, первый раз в мировой истории женщина вылетела на самолёте военной авиации, выполняя боевое задание — это была наблюдатель Райна Касабова. 12 ноября 1912 состоялся первый в мировой истории групповый боевой вылет — поручики Р. Милков, Н. Богданов, Ст. Калинов и русский лётчик Н. Костин атаковали железнодорожную станцию Караагач в Эдирне, заходя к ней с разных сторон. 26 января 1913 поручик П. Попкрыстев и итальянец Дж. Сабели совершили первый боевой полёт над Мраморным морем и первый раз в истории атаковали с воздуха вражеский корабль, сбросив бомбы на броненосец «Хайреддин Барбароса».

## Первая мировая война
Хотя до начала Первой мировой войны уже имелось немало примеров боевого применения авиации, идея воздушного боя многим казалась абсурдной. Поэтому в Первую мировую войну самолёты вступили безоружными, а летчикам пришлось самим изобретать способы борьбы в воздухе. Самым экзотическим способом было распарывание матерчатой обшивки самолета подвесными ножами, пилами или кошками.
В. Григоров в книге «Тактика военного летания» (1913) предлагал с помощью умелых маневров образовывать вокруг вражеского самолета воздушные вихри, которые приводили бы к его аварии. Впрочем, данный метод был опасен и для атакующего самолета.
В 1913 году военный лётчик поручик Поплавко установил пулемёт в носовой части «Фармана-XVI» и провел успешные стрельбы по наземным и воздушным целям. Несмотря на удачу эксперимента, его опыт остался без внимания.
Эффективным оказались два способа ведения борьбы в воздухе: принуждение противника к посадке и таран.
Идея принуждения к посадке состояла в проведении устрашающих маневров, которые могли привести к повреждению вражеского самолета (особенно крыльев). Чтобы избежать аварии, вражеский лётчик был вынужден совершать посадку.
П. Н. Нестеров приделал нож к фюзеляжу для разрезания оболочки неприятельского дирижабля. Впоследствии он прикрепил к хвосту самолета длинный трос с грузом, который должен был опутать винт вражеской машины (когда сам Нестеров пролетит перед её носом). Пётр Нестеров затем совершил первый боевой таран в воздухе.
Впоследствии на борт самолетов стали брать огнестрельное оружие. Изначально пилоты обстреливали друг друга из личных пистолетов и револьверов. Дистанция боя в этом случае не превышала 50 метров.

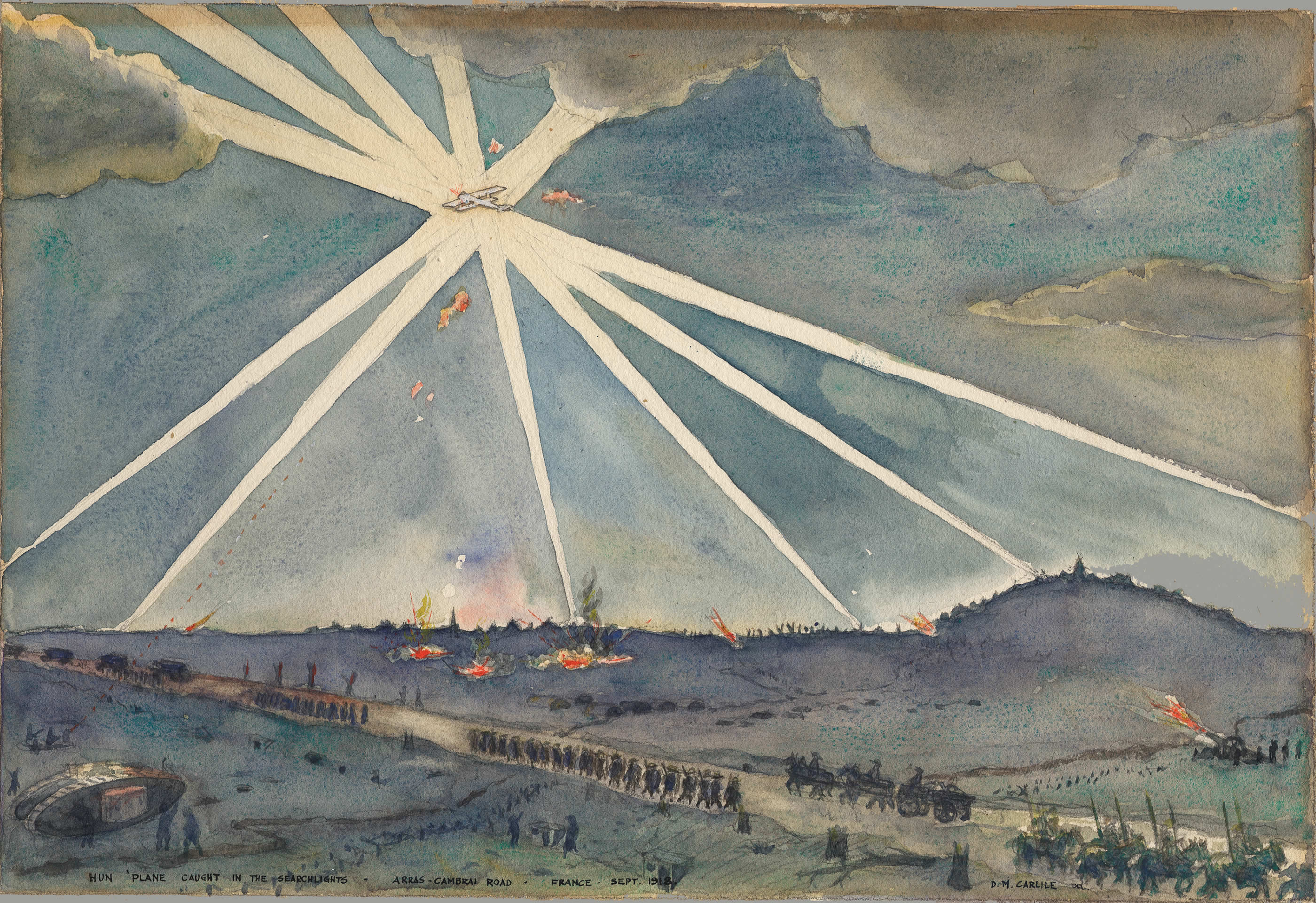
Немецкий самолёт в лучах прожекторов. Дорога Аррас-Камбре, Франция, сентябрь 1918 г.

В начале Первой мировой войны бомбардировка с воздуха была, скорее, мерой устрашения. Роль бомбардировщиков выполняли лёгкие разведывательные самолёты, пилоты которых брали с собой несколько небольших бомб. Сбрасывали их вручную, целясь на глазок. Такие налеты носили случайный характер и не согласовывались с действиями наземных войск. Первую бомбардировку Парижа провёл 30 августа 1914 года лейтенант Фердинанд фон Хиддесен с самолёта Rumpler 3C, сбросив 4 ручные гранаты. В результате атаки погибла одна женщина. 4 ноября 1914 года экипаж Gotha LE2 в составе пилота лейтенанта Каспара и обер-лейтенанта Рооса совершил первый налёт на территорию Англии, сбросив две бомбы на Дувр.

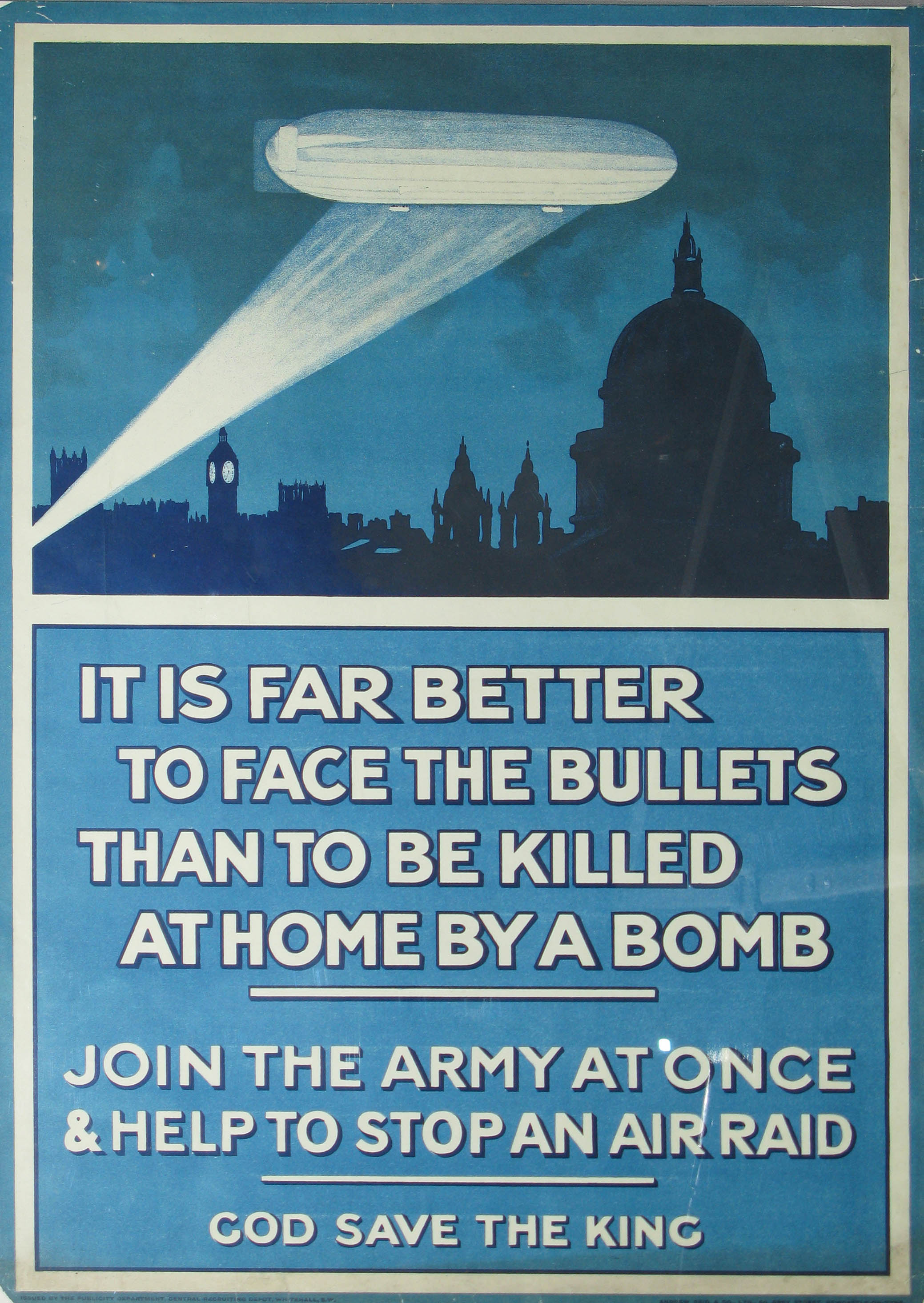
Британский плакат времён Первой мировой войны: «Намного лучше встретить пули, чем быть убитым дома бомбой. Вступай в армию немедленно и помоги остановить воздушный рейд. Боже, храни короля!»

В отличие от аэропланов дирижабли в начале мировой войны уже были грозной силой. Наиболее мощной воздухоплавательной державой была Германия, обладавшая 18 дирижаблями. Немецкие аппараты могли преодолеть со скоростью 80-90 км/ч расстояние в 2-4 тыс. км и обрушить на цель несколько тонн бомб. Например, 14 августа 1914 в результате налета одного немецкого дирижабля на Антверпен было полностью разрушено 60 домов, ещё 900 повреждено. Однако уже к сентябрю 1914 года, потеряв 4 аппарата, немецкие дирижабли перешли только на ночные операции. Огромные и неповоротливые, они были совершенно беззащитны сверху, к тому же были наполнены крайне пожароопасным водородом. Очевидно, что им на смену неизбежно должны были прийти более дешёвые, маневренные и устойчивые к боевым повреждениям аппараты тяжелее воздуха.
21 ноября 1914 года четыре лёгких разведчика ВВС Великобритании Avro 504 нанесли удар по немецкой базе дирижаблей Фридрихсхафен, при этом был потерян один самолёт. Этот налет считают первым применением стратегической авиации.
Первым полноценным тяжёлым бомбардировщиком стал российский «Илья Муромец» — четырёхдвигательный аппарат, созданный И. И. Сикорским в 1913 году. 21 декабря 1914 года всех «Муромцев», оснастив бомбардировочным вооружением, свели в единое подразделение «Эскадра воздушных кораблей», которое стало первым в мире подразделением тяжёлых бомбардировщиков. Первые многомоторные бомбардировщики появились в других странах лишь в 1916 году.

## Развитие теории воздушной войны в межвоенный период
Итальянский генерал Джулио Дуэ в своей программной книге «Господство в воздухе» в 1921 году писал, что решить исход войны может и должна авиация — самое «подвижное» и гибкое боевое средство, способное свободно проникать на территорию противника и наносить внезапные массированные удары по выбранным целям. По мнению Дуэ, эффективная оборона против нападения с воздуха была невозможна. Сухопутные войска при этом должны были удержать противника на границе страны и оккупировать его территорию после того, как воздушными бомбардировками он будет принужден к сдаче. Многие из идей, сформулированных Дуэ, высказывались и другими военными теоретиками. Так, британский генерал Сматс ещё в конце Первой мировой войны писал: «Недалек тот день, когда действия с воздуха, влекущие за собой опустошение территории противника и разрушение промышленных и административных центров в больших масштабах, могут стать основными, а действия армии и флота — вспомогательными и подчиненными».

## Вторая мировая война
В начале Второй мировой войны противники ещё не имели полноценной дальней авиации, но, тем не менее, старались использовать имеющиеся силы для причинения ущерба тылам противника. Люфтваффе осуществило массированные бомбардировки Варшавы в сентябре 1939 года, бомбардировки Роттердама в мае 1940 года, а с августа 1940 года люфтваффе начали воздушную войну против Великобритании.

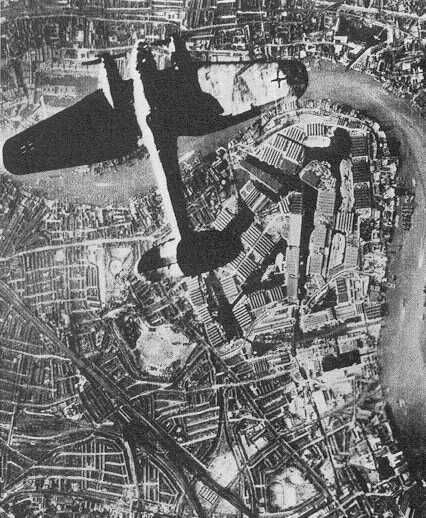
Немецкий бомбардировщик Heinkel He 111 над доками Лондона, 1941 год.

Первые британские налеты на Германию были, скорее, ответом на хвастливые заявления противника, также как и бомбардировки в августе 1941 года советскими дальними бомбардировщиками немецких городов, а также первый налет американцев на Токио в апреле 1942 года.
Но в начале 1942 года, когда британское бомбардировочное командование возглавил маршал авиации Артур Харрис, ночные бомбардировки объектов германского тыла приобрели массированный характер. На британо-американской конференции в Касабланке в январе 1943 года были определены следующие задачи стратегических ВВС союзников: «Нарушение экономической системы, подрыв морального состояния немецкого народа настолько, чтобы он утратил способность к вооруженному сопротивлению». В начале августа 1943 года британские и американские бомбардировщики практически полностью уничтожили Гамбург. С этого момента стратегические бомбардировки приобрели характер тотального разрушения немецких городов.

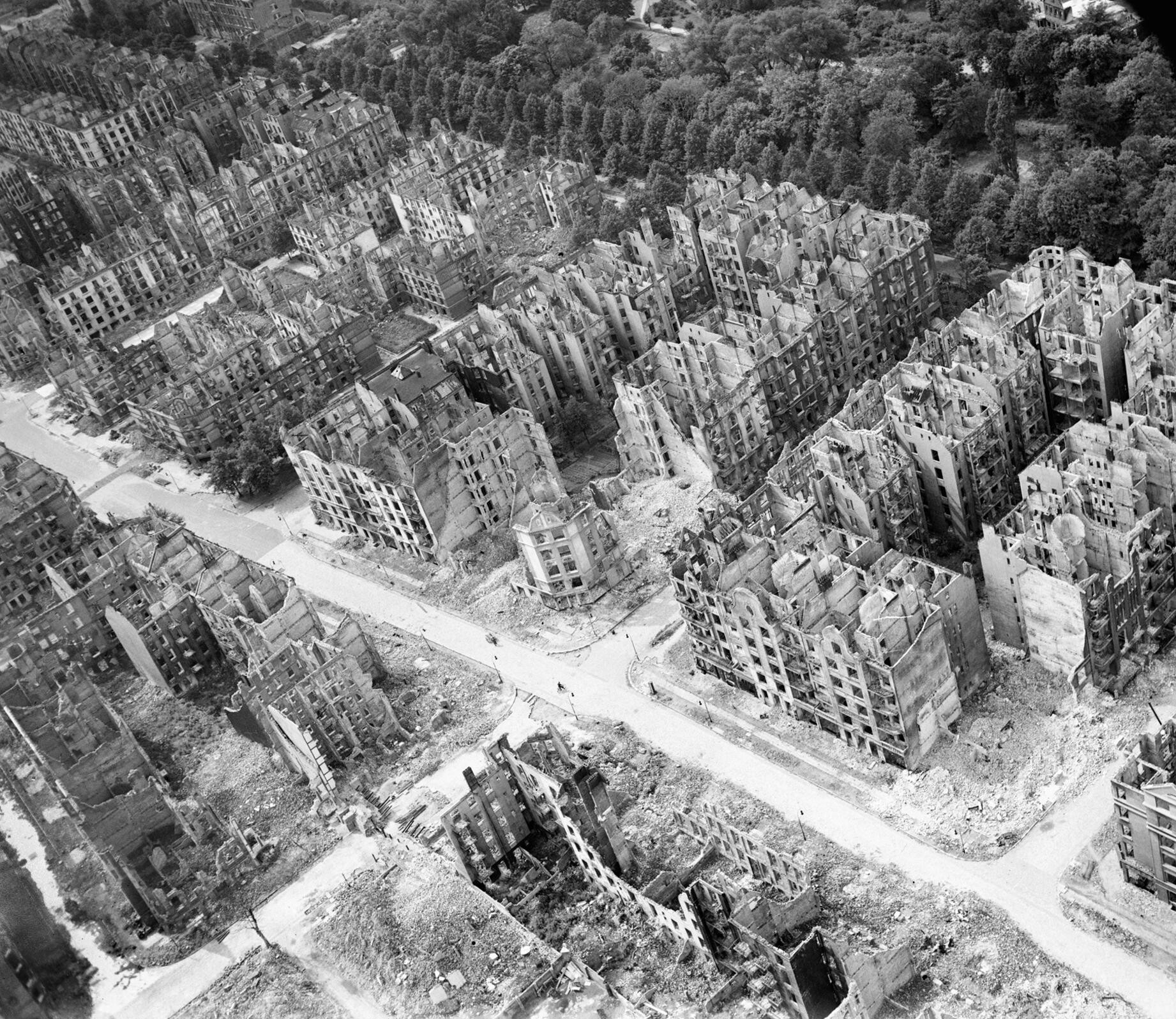
Гамбург после бомбардировок. Фотография из книги Мартина Миддлбрука Битва за Гамбург

Сопровождение бомбардировщиков истребителями с большой дальностью полета значительно повысило эффективность стратегических бомбардировок немецких городов в 1944 году, но это не привело к капитуляции Германии и даже не помешало росту военного производства Германии в том же году. Ни британскую, ни американскую армии результаты бомбардировок не избавили от необходимости сражаться на земле.
Это относится и к массированным бомбардировкам городов Японии в 1945 г. Лишь атомные бомбардировки Хиросимы и Нагасаки подтолкнули Японию к капитуляции (наряду с советским вторжением в Маньчжурию, на Курильские острова и на Южный Сахалин).
Британский военный теоретик генерал Джон Фуллер назвал британо-американские стратегические бомбардировки «варварскими разрушениями», малоэффективными в военном и психологическом плане и подрывавшими «основы послевоенного мира».
Япония, не обладая дальней авиацией, пыталась в период с ноября 1944 года по апрель 1945 года использовать воздушные шары с осколочно-фугасными и зажигательными бомбами, которые массировано запускались через Тихий океан в сторону США. Однако эффект от этой операции был практически нулевым. В 1942—1944 годах британцы осуществляли аналогичную программу бомбардировок территории Германии с использованием беспилотных аэростатов. В ходе операции Outward было запущено около 100000 небольших аэростатов, снаряжённых проволокой для вызова коротких замыканий в немецких линиях электропередач или небольшими бомбами. Эффект также был не слишком значителен.

## Холодная войнаи последующий период
После появления у США ядерного оружия американские стратегические бомбардировщики B-29 и B-36 с атомными бомбами на борту и большими дальностями полета стали рассматриваться как основное оружие возможной будущей войны. Это было отражено в принятом в 1949 г. плане «Дропшот» на случай войны с СССР. Американский аналитик А. Северский утверждал: «Наши ВВС должны быть в состоянии, действуя непосредственно с авиабаз, расположенных на континенте, завоевать превосходство в воздухе в глобальном масштабе, чтобы мощь нашего государства нельзя было ослабить независимо от развития событий на земле». Более осторожные теоретики считали необходимым гибкое сочетание применения стратегической и тактической авиации, несущей ядерные и «обычные» вооружения, с применением палубной авиации флота. Истребители-бомбардировщики, способные применять ядерное оружие, дополняли стратегическую авиацию в «тотальной» войне и являлись отличным средством «большой, но не тотальной войны».
Американская авиация широко применяла массированные бомбардировки с использованием стратегических бомбардировщиков во время Корейской войны.
Постоянное дежурство в состоянии немедленной готовности американских стратегических бомбардировщиков B-52 с ядерным оружием на борту (операция «Хромированный купол») осуществлялось с 1961 по 1968 годы.
Но затем развитие межконтинентальных баллистических ракет уменьшило роль стратегической авиации.

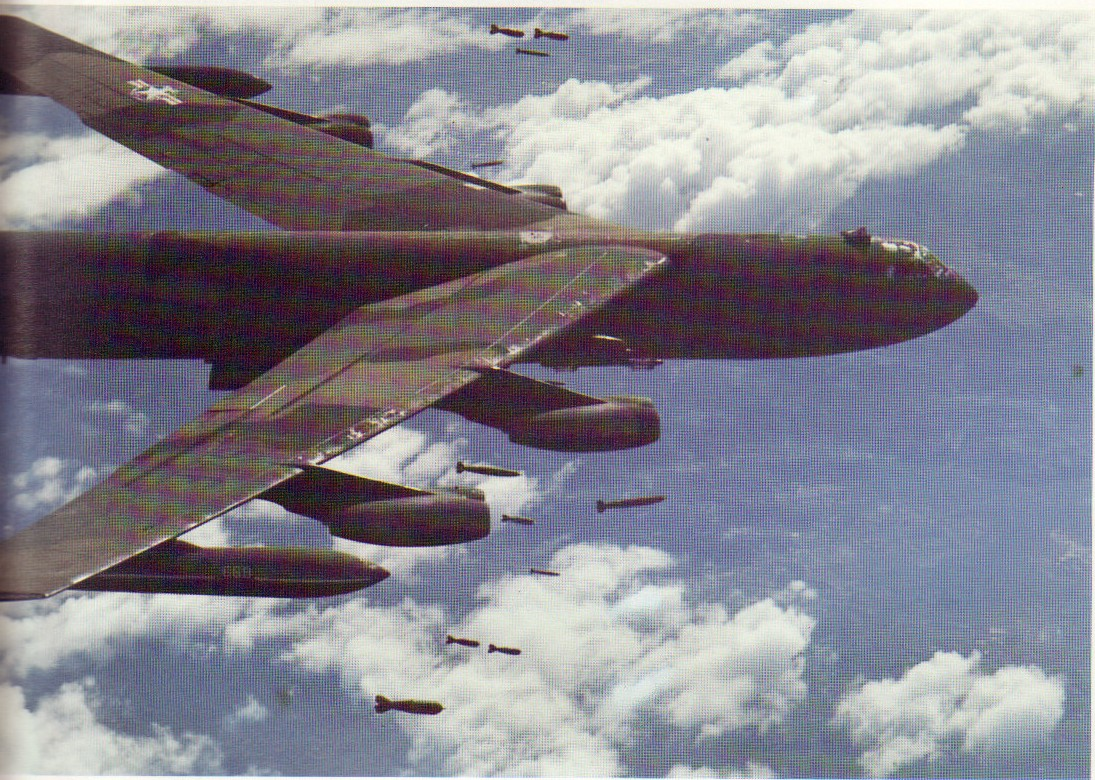
Бомбардировщик B-52 во время Вьетнамской войны

Применение авиации США во время Вьетнамской войны, несмотря на привлечение стратегических бомбардировщиков B-52 к решению тактических задач, на применение новых эффективных авиационных боеприпасов, включая управляемые, зажигательные, объемно-детонирующие, на применение средств экологической войны, вопреки призыву отставного генерала Кёртиса ЛеМея «вбомбить Северный Вьетнам в каменный век», не привело к победе.
В 1980-е годы в США разрабатывалась концепция «Воздушно-наземная битва», основанная на применении высокоточного оружия. Предполагалось что авиация способна остановить и сорвать наступление противника за срок не более двух недель. Эта концепция была применена во время операции «Буря в пустыне» в 1991 году и затем во время вторжения коалиционных сил в Ирак 2003 года.

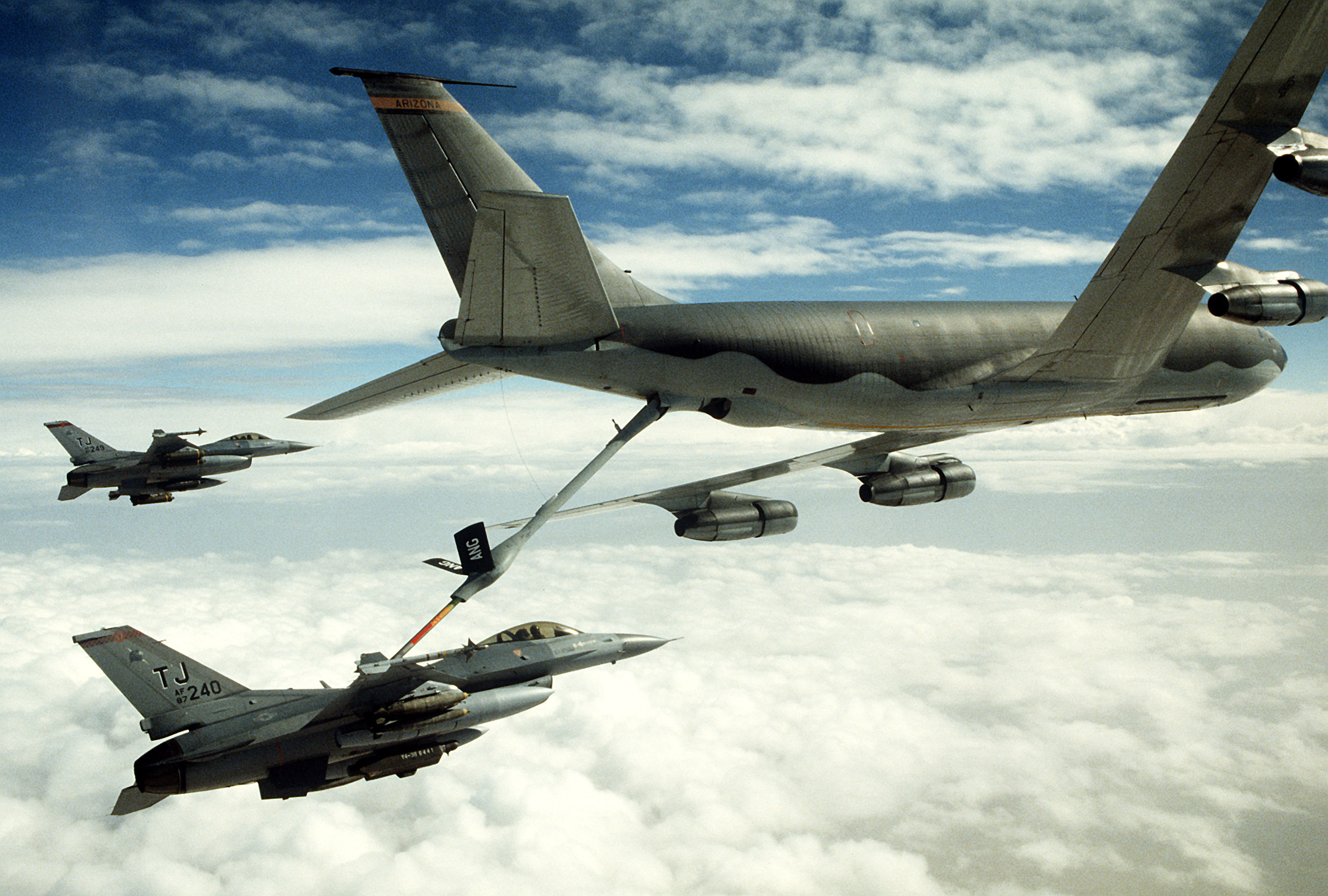
Дозаправка в воздухе истребителей-бомбардировщиков F-16 с использованием самолёта-заправщика KC-135 во время операции «Буря в пустыне»

Применение лишь авиации (Операция «Обдуманная сила») позволило прекратить войну в Боснии в 1995 г. и Косовскую войну в 1999 г. (Война НАТО против Югославии), а также помочь повстанцам свергнуть режим Муаммара Каддафи в Ливии в 2011.
В XXI веке средством нанесения ударов с воздуха, кроме самолетов и вертолетов, стали также беспилотные летательные аппараты. Журнал The Economist сослался на высокоэффективное использование беспилотников Азербайджаном в войне в Нагорном Карабахе 2020 года, а также использование беспилотников Турцией в гражданской войне в Сирии как на будущее военного дела. Отметив, что ранее считалось, что дроны, которые значительно дешевле пилотируемых самолётов и вертолётов, не будут играть значимую роль в конфликтах между странами из-за их уязвимости перед зенитным огнём, автор предположил, что, хотя это может быть верно для крупных держав, имеющих противовоздушную оборону, это в меньшей степени относится к меньшим странам.